# Стадион Хосе Амалфитани
Стадион Хозе Амалфитани је стадион у Буенос Ајресу на коме се играју фудбал и рагби. ФК Велез Сарсфилд, рагби екипа Јагуари, која се такмичи у супер рагбију и репрезентација Аргентине играју на овом стадиону. У прошлости је и фудбалска репрезентација Аргентине играла на овом стадиону. Стадион је био реновиран за потребе светског првенства у фудбалу 1978.